# 대제독

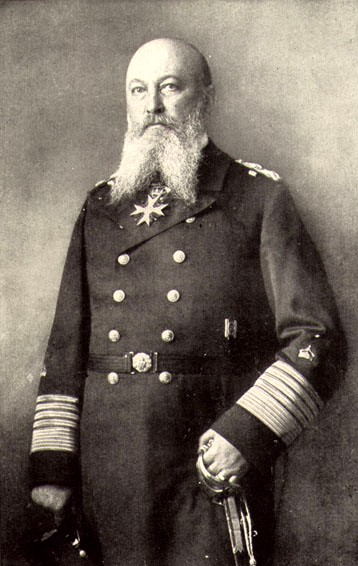
알프레트 폰 티르피츠 대제독.

대제독(大提督, 독일어: Großadmiral 그로스아드미랄[*])은 해군 장성 계급으로, 보통 해당 국가의 최고위 계급이다. 이 계급을 사용한 국가는 유럽의 몇 나라가 있으며, 특히 독일이 애용했다.

## 프랑스 대제독
부르봉 왕정복고 당시 대제독(프랑스어: Grand-amiral) 계급은 육군의 원수 계급에 상당하는 고위 계급이었다.

## 독일 대제독

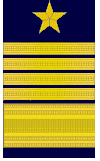
독일 대제독의 소매 계급장(1939년 ~ 1945년).

독일 해군의 대제독(독일어: Großadmiral)은 영국 해군과 미국 해군의 해군 원수에 상당하는 계급이다. 이 계급은 1901년에 처음 만들어졌으며, 독일 육군 원수처럼 원수장을 상징물로 들고 다녔다.

### 제1차 세계 대전
제1차 세계 대전을 전후하여, 독일제국 해군의 대제독은 다음과 같다.
- 독일 황제 빌헬름 2세(1901년)
- 스웨덴 국왕 오스카르 2세(1901년)
- 한스 폰 케스틀러(1905년 6월 28일)
- 프로이센 공작 하인리히(1909년 9월 4일)
- 알프레트 폰 티르피츠(1911년 1월 27일)
- 헤닝 폰 홀첸도르프(1918년 5월 31일)

### 제2차 세계 대전
제2차 세계 대전을 전후하여, 독일 국방군 해군의 대제독은 다음과 같다.
- 에리히 레더(1939년 4월 1일)
- 카를 되니츠(1943년 1월 30일)

독일 국방군 해군에는 대장 상당인 제독보다 위이고, 원수 상당인 대제독보다 아래인 상급제독(General Admiral) 계급도 있었다.

## 이탈리아 대제독
1924년에 베니토 무솔리니가 대제독(이탈리아어: grand' ammiraglio) 계급을 만들었다. 육군과 공군의 원수 계급과 동급이었다.

## 오스트리아-헝가리 대제독

오스트리아 대제독의 기.

1916년에 안톤 하우스가 대제독(독일어: Großadmiral)이 되었다. 황족이 아닌, 실제 군인이 대제독이 된 사례는 하우스 대제독 이외에 존재하지 않는다.